# 南華路 (廣州市)
南華路位於中華人民共和國廣東省廣州市海珠區，東西向，是海珠区仅有的三条骑楼街之一。西起大基頭 ，東至草芳圍。分東、中、西三段。1928年－1930年開路，拆漱珠桥、龙溪三约、龙溪中约、龙溪南约、同福新街一段、福麟街、福场大街、冼涌大街、冼涌东约、跃龙东约、福仁里一段、厂前街一段、公正街一段及太平坊一段。

## 交接道路
- 小港路 (廣州)
- 洪德路
- 福场路
- 同庆路

## 公共交通
- 广州地铁8号线同福西站

均在鄰近南華路位置設有出口。